# Methyldemeton
Methyldemeton of demeton-methyl is een mengsel van twee organische verbindingen: demeton-S-methyl en demeton-O-methyl. De stof komt voor als een kleurloze tot gele olieachtige vloeistof met een karakteristieke geur, die matig oplosbaar is in water.

## Toepassingen
Methyldemeton wordt gebruikt als insecticide en acaricide. De handelsnaam van de stof is Metasystox.

## Toxicologie en veiligheid
De stof ontleedt bij verhitting en bij verbranding, met vorming van giftige dampen, onder andere fosforoxiden en zwaveloxiden.
De stof kan effecten hebben op het zenuwstelsel en remming van cholinesterase veroorzaken. Er kunnen ook nefaste effecten op het centraal zenuwstelsel optreden.